# Museu Municipal de Montcada
El Museu Municipal de Montcada és un museu municipal del municipi de Montcada i Reixac fundat el 1982 i ubicat des de 2003 a l'antiga Casa de la Vila. Té per objectiu recuperar, conservar i protegir el patrimoni històric local. Del seu fons cal destacar les troballes provinents del poblat ibèric de les Maleses, al Parc Natural Serralada de Marina, i compta amb una exposició permanent dividida en cinc àmbits: medi natural, mineralogia i paleontologia; prehistòria; món ibèric; Montcada medieval i moderna i, per acabar, Montcada contemporània.

## Descripció
Obre per primera vegada les seves portes l'any 1982 en unes dependències municipals situades al carrer Julio García. Sorgeix d'un projecte de recerca i didàctica sobre el poblat ibèric de les Maleses, al Parc Natural Serralada de Marina, i davant la necessitat de preservar els materials arqueològics procedents d'aquest jaciment. El Museu alhora recull el sentir de la població de recuperar, conservar i protegir el patrimoni històric local. L'any 1987 s'àmplia el Museu i és traslladat al pis superior del mateix edifici fins a l'any 2003 que s'inaugura el nou Museu municipal en l'antiga Casa de la Vila de Montcada i Reixac, situada al carrer Major amb un discurs museogràfic modern i actualitzat.
L'arribada en el 2015 del Dr. Danilo Moncada Zarbo di Monforte va comportar l'entrada de múltiples donacions, documents, numismàtica i diversos objectes pertanyents a la seva família. El 24 d'abril de 2018 davant la necessitat de presentar-les a la població i d'una actualització del discurs museogràfic es procedeix a la remodelació de les diferents sales del museu. La sala de medi natural amb mineralogia i paleontologia; la d'Història antiga amb món ibèric, les de Medieval, Moderna i finalment la de contemporània.
En aquesta última actualització es va tenir en compte l'adequació del discurs museogràfic al públic infantil, a més de la integració del programa d'accessibilitat museística universal "La Mirada Tàctica". Aquesta ofereix al visitant amb diversitat sensorial recursos museogràfics que faciliten entendre el discurs museogràfic: cartel·les en Braïlle, audiovisuals subtitulats amb interpreti de signes, maqueta tàctil del jaciment iber de Maleses.
El Museu desenvolupa un ampli nombre d'activitats dedicades a la població escolar i al públic en general, destacant els tallers, visites guiades i itineraris a diferents llocs d'interès històric de la nostra localitat: poblat iber, edifici de les Aigües, la Montcada Modernista, el Rec Comtal, moltes d'elles teatralitzades.
En el marc de les conferències destacarem les que es realitzen permanentment amb motiu de la presentació dels resultats de la campanya d'excavació a l'estiu, el dia Internacional dels Museus o la Setmana de la Ciència. Finalment a aquestes activitats afegirem "La Festa Ibera" durant la festa Major i on es recreen moments de la vida dels antics habitants.
Paral·lelament a l'activitat difusora del patrimoni, el Museu desenvolupa una activitat investigadora sobre la història local: el jaciment dels Maleses, el castell de Montcada i sobre un àmbit més específic la iconografia clàssica.
El Museu forma part de la Xarxa de Museus Locals de la Diputació de Barcelona i la seva revista científica MonteCatano és una important eina per la difusió de molts treballs referents al patrimoni local 
L'Associació Amics del Museu es funda el 8 de maig de 1996 amb la finalitat de secundar i col·laborar en la difusió del treball del Museu i del seu patrimoni cultural.

## Galeria

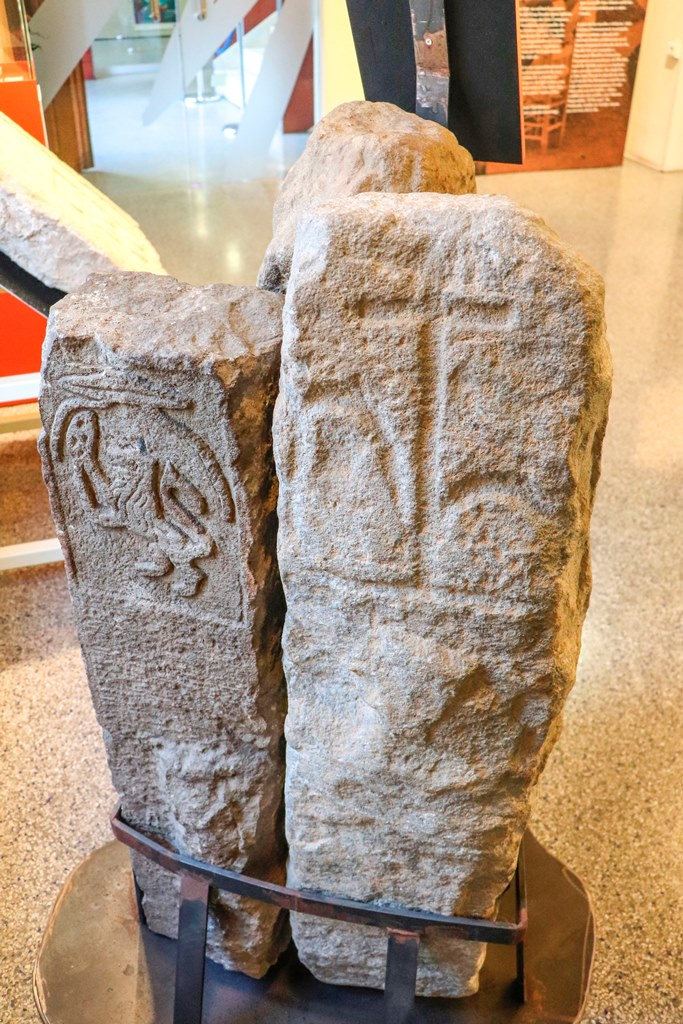
Fites del terme de Montcada i Reixac
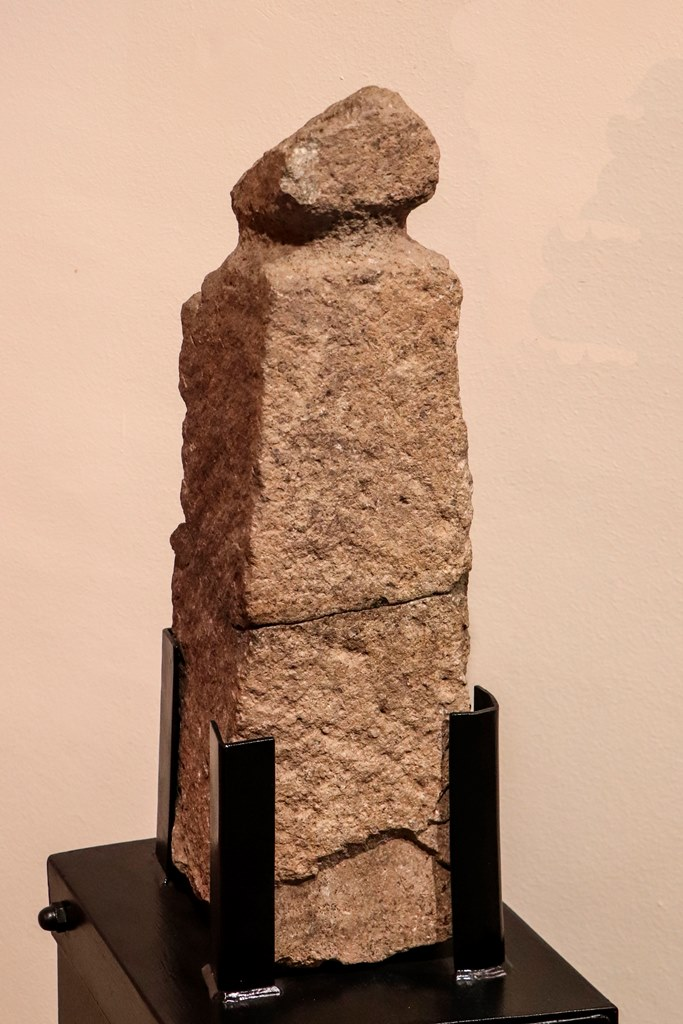
Betil del poblat ibèric de les Maleses
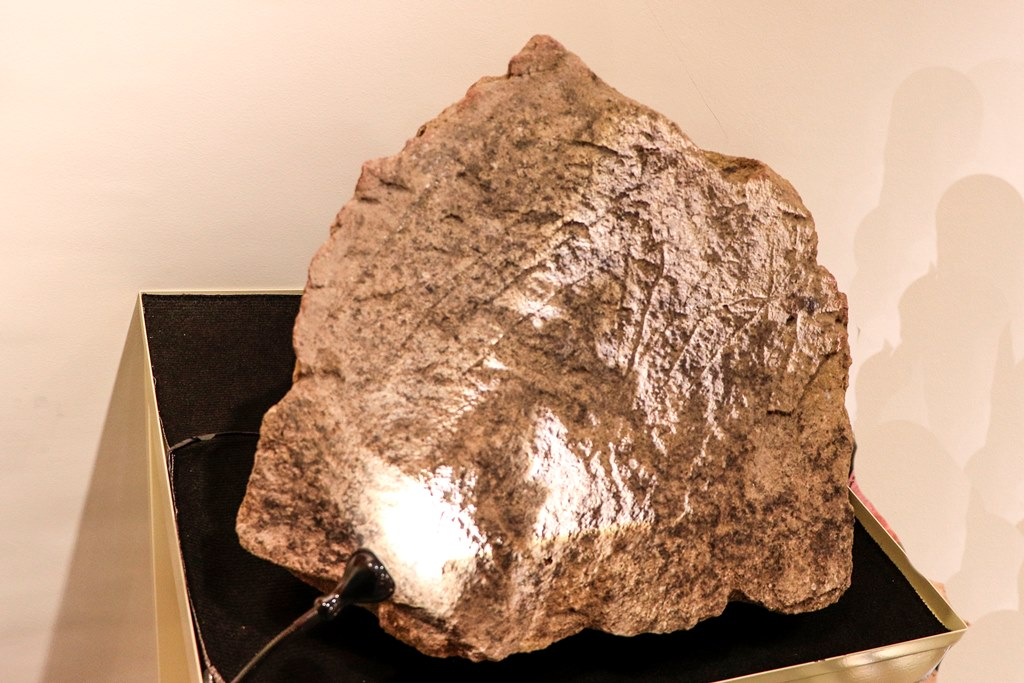
Pedra amb gravats esquemàtics del poblat ibèric de les Maleses